# Fushitsunagia
Fushitsunagia, monotipski rod crvenih algi iz porodice Lomentariaceae, dio reda Rhodymeniales. Jedina vrsta je F. catenata, morska alga uz obale Japana, Kine i Koreje, Mekasika, Kalifornijski zaljev, Novog Južnog Walesa i Španjolske i Kanarskog otočja
Tipski lokalitet je Shimodo, Japan.

## Sinonimi
- Lomentaria catenata Harvey 1857
- Chylocladia catenata (Harvey) J.Agardh 1876
- Sedoidea catenata (Harvey) Kuntze 1891